# Institut de physique des hautes énergies (Espagne)
Cet article concerne l'institut en Espagne. Pour l'institut en Russie, voir Institut de physique des hautes énergies.
 (mars 2024).
Si vous disposez d'ouvrages ou d'articles de référence ou si vous connaissez des sites web de qualité traitant du thème abordé ici, merci de compléter l'article en donnant les références utiles à sa vérifiabilité et en les liant à la section « Notes et références ».
L'Institut de physique des hautes énergies (en catalan : Institut de Fisica d'Altes Energies ou IFAE) est un institut de recherche destiné à la recherche expérimentale et théorique dans les domaines de la physique des hautes énergies et de l'astrophysique des hautes énergies, situé à Barcelone en Espagne. Il s'agit d'un consortium public entre la Généralité de Catalogne (gouvernement de la communauté autonome de Catalogne) et l'université autonome de Barcelone (UAB).
Il est officiellement créé le 16 juillet 1991 par la loi no 159/1991 de la Généralité. En tant qu'organisation, il est indépendant de l'UAB et de la Généralité. Il est régi par ses propres règles et est gouverné par un conseil d'administration. Il est situé dans le campus de l'UAB à Bellaterra, Barcelone.
L'IFAE a son propre personnel titulaire et un personnel associé composé de membres du département de physique de l'UAB travaillant sur la physique des particules. Il a également un accord avec l'université de Barcelone (depuis le 7 août 1992) qui permet aux professeurs de cette dernière qui travaillent sur la physique des particules d'être membres du personnel associé de l'IFAE.
L'IFAE est également rattaché à l'UAB en tant qu'institut universitaire (loi no 231/1995 de la Généralité) qui permet à ses membres d'enseigner dans son programme doctoral en physique. Cette relation bénéficie à la fois au programme et à l'IFAE.

## Projets actuels
- Construction des détecteurs, développement d'algorithmes et simulation Monte Carlo pour l'expérience ATLAS au Grand collisionneur de hadrons (LHC) en construction au CERN.
- Conception expérimentale et construction du télescope à rayons gamma à haute énergie MAGIC, en service depuis 2004 dans les îles Canaries en Espagne.
- Conception du Cherenkov Telescope Array, une matrice de télescopes Cherenkov dix fois plus sensible que MAGIC.
- Développement d'une nouvelle technique de détection de radiographie destinée à l'imagerie médicale.
- Analyse des données de l'expérience T2K au Japon.
- Développement d'une grille de données d'informations en relation avec le calcul du LHC.
- Plusieurs projets en physique théorique des particules.